# Sõmera
Koordinaten: 58° 19′ N, 22° 15′ O
Sõmera (deutsch Sömmern) ist ein Dorf (estnisch küla) auf der größten estnischen Insel Saaremaa. Es gehört zur Landgemeinde Saaremaa (bis 2017: Landgemeinde Lääne-Saare) im Kreis Saare.

## Einwohnerschaft und Lage
Das Dorf hat 38 Einwohner (Stand 1. Januar 2016). Seine Fläche beträgt 9,08 km².
Der Ort liegt 16 Kilometer nordwestlich der Inselhauptstadt Kuressaare.

## Geschichte
Sõmera wurde erstmals im Jahr 1454 unter dem Namen Somer urkundlich erwähnt.
Bis zum Ende der 1950er Jahre lag in der Nähe ein militärisches genutztes Flugfeld für die sowjetische Rote Armee. Später wurde die Militärsiedlung an den zivilen Gesundheitsdienst übergeben. Ab 1961 wurde dort ein Sanatorium für an Lungentuberkulose erkrankte Patienten eingerichtet. Seit 1976 dient die Anlage als Heim- und Werkstätten für behinderte Menschen.